# ノーブル・M600
ノーブル・M600 (Noble M600) は、イギリスの自動車メーカーであるノーブル・オートモーティブが製造・販売しているスーパーカーである。

## 概要
M600は2009年に発表されたスーパーカーである。「1980年代のフェラーリ・F40や1990年代のマクラーレン・F1を現代流にアレンジしたスーパーカー」を目指したこのモデルはノーブル社が言うように、前モデルのM15に比べてTCS、ABS、ESPなどの電子制御デバイスが廃された、ドライバーを選ぶような純粋なレーシングカーとしてでき上がっている。
従来のようにミッドシップに搭載するエンジンは一新され、ボルボ・XC90に搭載されるヤマハ製4.4L V8にツインターボなどのチューンを施した結果、最高出力は650英馬力という強力なものとなった。オプションで450英馬力、550英馬力、650英馬力の三種類を選択できる。ノーブル社曰くエンジン自体は750英馬力まで引き上げる余裕があるとのこと。
ボディも従来のものとは違い、スチールチューブラーシャシーにカーボンファイバー・ボディパネルを組み合わせたものとなった。その結果、車重は1275kgに抑えられている。
最大出力の650英馬力仕様の公表スペックは、0-100km-3秒、最高速度は362km/hに達する。